# Salmyš
Salmyš (rusky Салмыш) je řeka v Orenburské oblasti v Rusku. Je 194 km dlouhá. Povodí má rozlohu 7 340 km².

## Průběh toku
Ústí zprava do řeky Sakmary (povodí Uralu).

## Vodní režim
Převládajícím zdrojem vody jsou sněhové srážky. Průměrný roční průtok vody ve vzdálenosti 79 km od ústí činí 10,4 m³/s. Zamrzá v listopadu a rozmrzá v dubnu. Během rozmrzání dosahuje nejvyšších vodních stavů (březen až začátek května).